# Población (antropología)

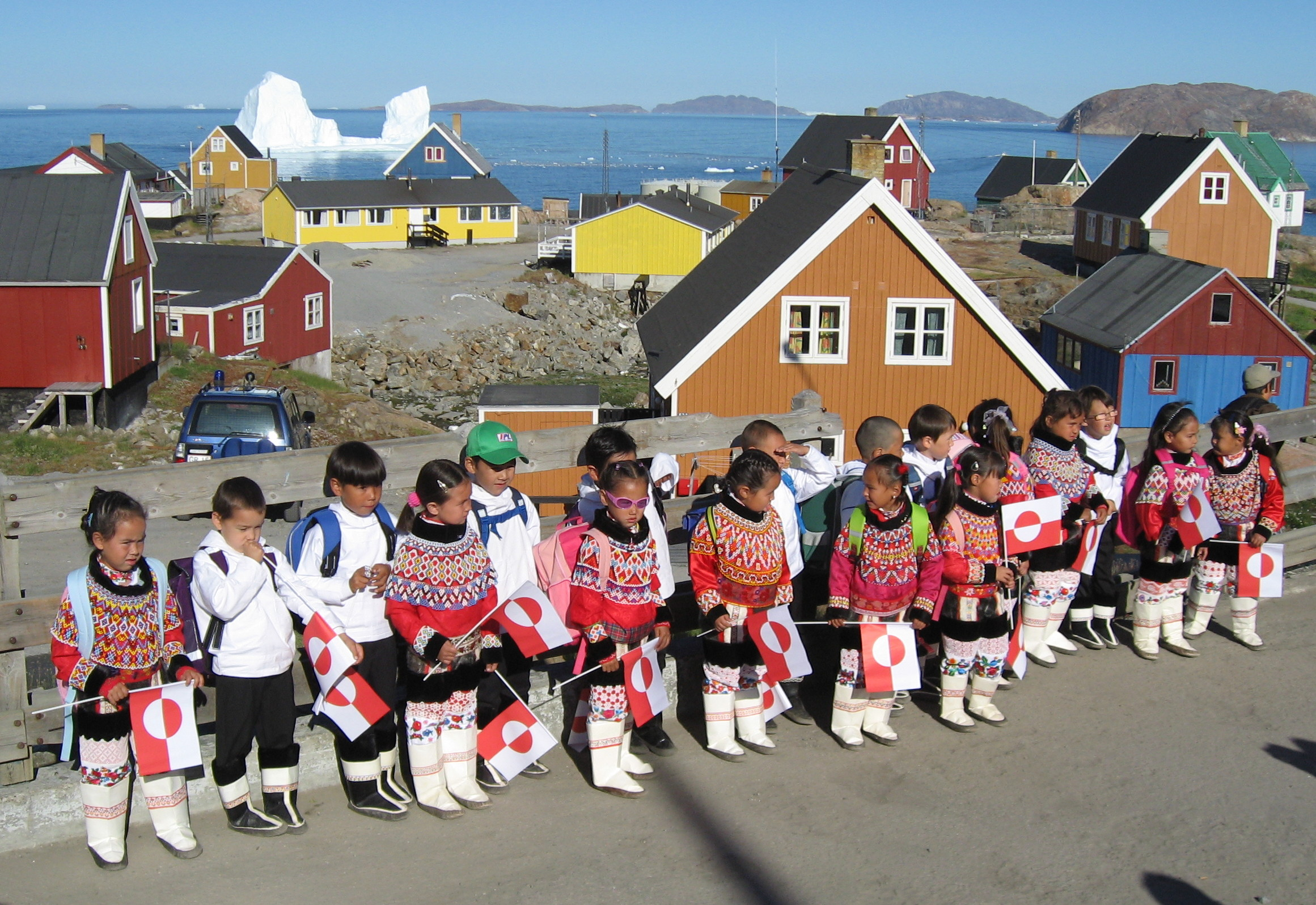
Primer día de clases en Upernavik 2007: la apariencia externa simula la uniformidad de la población de Groenlandia

En antropología (estudios humanos) y biología humana, población denota un grupo de personas que están conectadas entre sí debido a su historia de origen, forman una comunidad reproductiva y al mismo tiempo viven en un área espacial definida. Según el genetista de poblaciones italiano Cavalli-Sforza, existen varias diferencias en la población definida biológicamente. Los límites de una población se trazan en gran medida de forma arbitraria y, a menudo, se basan en estados o grupos étnicos. Población también se usa como sinónimo del término sociológico, población humana.

## ¿Raza, subespecie o población?

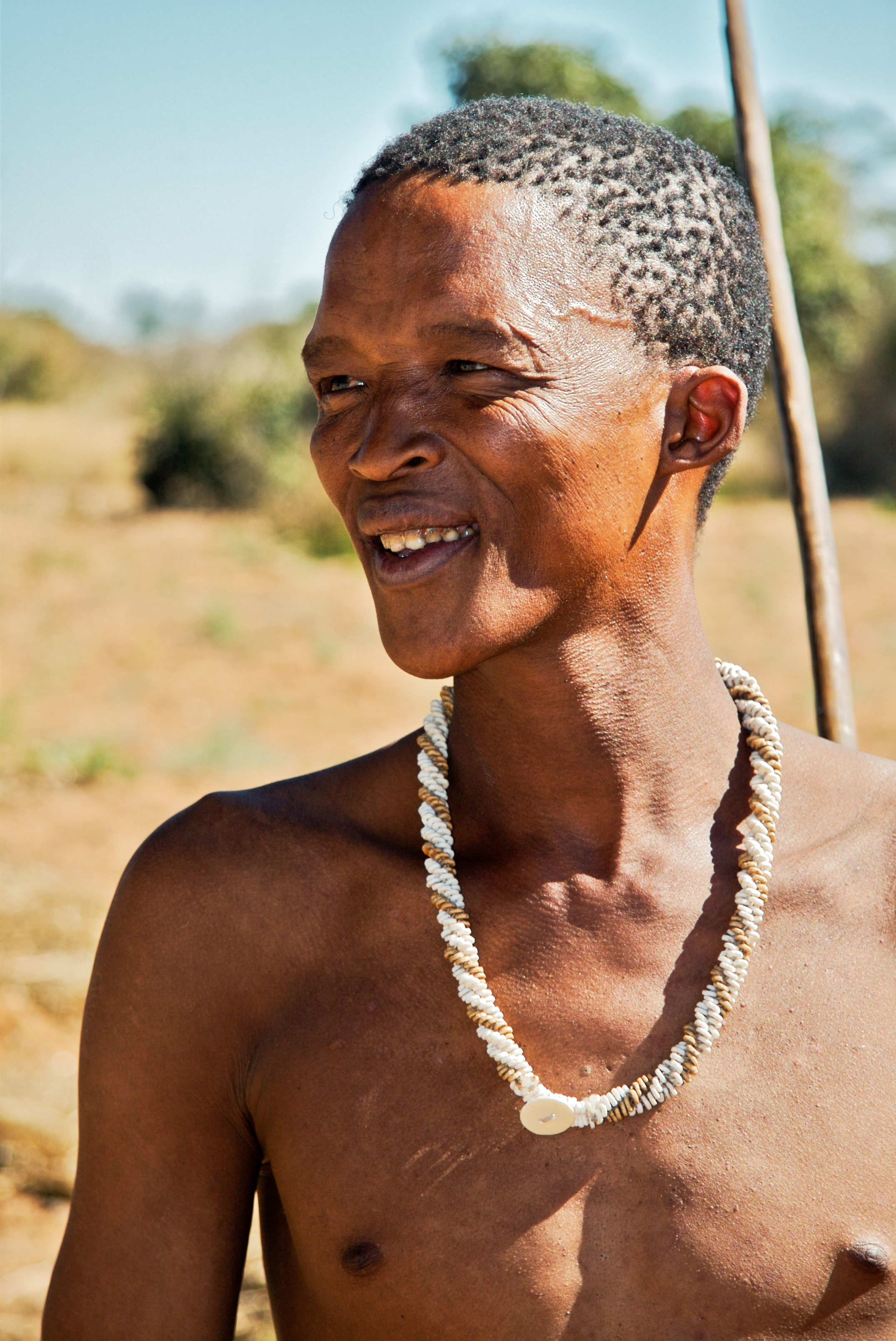
Los khoisan del sur de África son más antiguos que cualquier otro grupo étnico del hombre moderno; se pueden distinguir claramente de sus vecinos debido a un aislamiento de casi 100.000 años

Población no es simplemente un término sinónimo utilizado en lugar de los términos biológicos "raza" o "subespecie". Es un enfoque fundamentalmente diferente. Por lo tanto, a continuación se describe una distinción más detallada entre los términos.

### Raza
El término “raza” básicamente sugiere la noción de diferencias cualitativas, como se conoce a partir de la ganadería de cría. En contraste con la selección conscientemente dirigida de ciertas características de los animales, que a menudo se producen a expensas de la aptitud y luego pueden conducir a criaturas cuya condición física es más o menos degenerada, la evolución natural básicamente conduce a una mejor adaptación de los seres vivos. Por lo tanto, el término raza se evita en la actualidad en biología. En cambio, se habla de variedades y subespecies.

Puede resultar irritante que los antiguos nombres de las razas todavía se puedan encontrar en estudios genéticos humanos. Aquí, los límites de las poblaciones se trazaron deliberadamente de acuerdo con teorías raciales para luego refutarlos. Por ejemplo, la teoría básica de las tres grandes razas Mongolide, Europide y Negroide podría ser refutada. Cavalli-Sforza escribió al respecto: 
Por supuesto, hay que elegir las poblaciones a examinar de tal manera que se obtengan resultados interesantes.

### Subespecie
La subespecie es el rango taxonómico directamente debajo de la especie en el sistema biológico. Una subdivisión del Homo sapiens (actual) en subespecies no tiene sentido por dos razones:
- Tal desglose sugeriría grupos de personas claramente delimitados, en gran parte aislados, con características claramente distinguibles. Sin embargo, según el conocimiento científico actual, el genoma humano es en gran parte idéntico. De los tres mil millones de nucleótidos en el ADN humano, 99,9 % coinciden verdaderamente en todas las personas. Incluso las suaves transiciones en los tres millones de secuencias restantes no permiten una delimitación clara.
- Existe el peligro de equiparar la subespecie con raza.

### Población
Una población es sinónimo de la población humana de una determinada zona o según una delimitación arbitraria. Las características según las cuales se elige esta delimitación varían en función del objetivo. En las ciencias estadísticas, la población denota el conjunto de todos los portadores característicos con criterios de identificación coincidentes (fácticos, espaciales y temporales). En consecuencia, una población no tiene que estar determinada por un área geográfica específica como un estado.
En la Declaración de Schlaining contra el Racismo, la Violencia y la Discriminación, un grupo de científicos declaró en 1995 que la distinción entre poblaciones genéticamente delimitables ha demostrado ser insostenible debido a los recientes avances en biología molecular. 
La aparición de diferencias claramente definibles entre personas de diferentes orígenes, a las que uno puede sucumbir fácilmente en la vida cotidiana, surge del proceso de categorización intuitiva, que es una parte universal de nuestro pensamiento. Esta es también la razón de la sensación de que los negros africanos o los asiáticos se ven todos iguales: involuntariamente los incluimos en la categoría de "otros".

Luca Cavalli-Sforza y su hermano Francesco explican la discrepancia entre la diferencia en la apariencia externa y la uniformidad de la composición genética en su libro Different and Yet Equal en 1994 de la siguiente manera:
Los genes que reaccionan al clima [en el curso de la evolución] influyen en las características externas del cuerpo, porque la adaptación al clima requiere principalmente un cambio en la superficie del cuerpo (que, por así decirlo, representa la interfaz entre nuestro organismo y el mundo exterior). Precisamente porque estas características son externas, las diferencias entre las "razas" son tan obvias que creemos que son igualmente evidentes. 
Los hermanos Cavalli-Sforza fueron fundamentales en la aplicación del concepto de población a los humanos.
Los estudios de genética poblacional encontraron que alrededor del 85% de la variación genética se puede encontrar dentro de las poblaciones. Por el contrario, las diferencias genéticas entre las poblaciones de diferentes continentes son de alrededor de 6 a 10 % comparativamente bajo. También debe recordarse que estos porcentajes son solo cuantitativos. En comparación, los genomas humanos y de chimpancé son 98,5 % idéntico. La actividad genética juega aquí un papel adicional. Esto es particularmente evidente en el desarrollo del lenguaje y la adquisición del lenguaje, que, para seguir con el ejemplo de la comparación, solo tienen lugar de esta forma en humanos.
Además, las diferencias (anteriormente supuestamente específicas de la raza) entre las poblaciones no revelan ningún límite claro en un examen más detenido de la distribución geográfica. Las transiciones entre las "razas" son (con algunas excepciones como B. los aborígenes australianos) fluido.

## Delimitación geográfica de las poblaciones de Homo sapiens

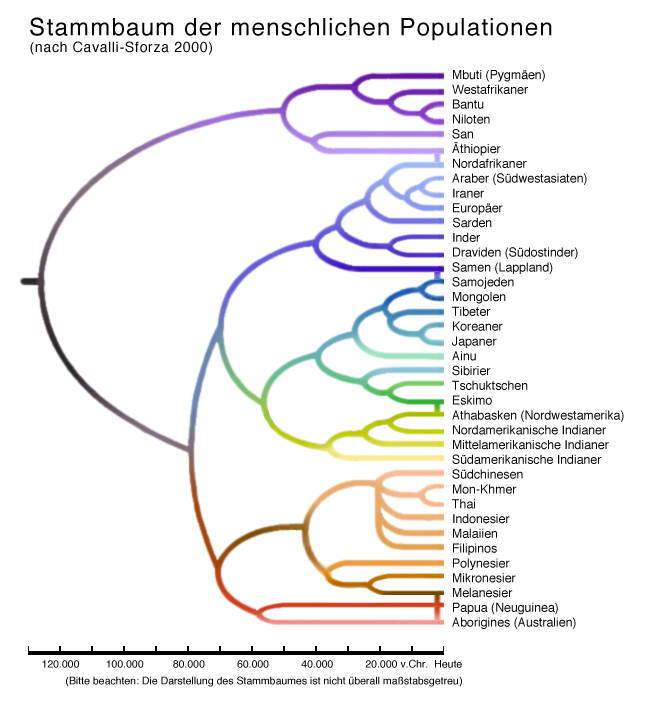
Árbol genealógico del hombre moderno (Homo sapiens) según Cavalli-Sforza

En teoría, las poblaciones pueden convertirse en subespecies y, en última instancia, en nuevas especies si se aíslan unas de otras. La propagación de los humanos por la tierra ha llevado a poblaciones tan aisladas en la prehistoria y la historia temprana. La adaptación evolutiva a las cambiantes condiciones climáticas y ambientales, a otros alimentos o patógenos llevó al desarrollo de nuevas características como el color de la piel, el cabello y los ojos, el tamaño del cuerpo, los pliegues de Mongolia, la producción de sudor, la tolerancia a la lactosa y mucho más en la mayoría de los casos en grupos pequeños. La genética humana moderna ahora hace posible usar diferencias genéticas para calcular cuándo surgieron nuevas poblaciones y cómo se propagaron.
Se descubrió que la evolución humana probablemente ocurrió en los últimos 40.000 años, porque el aumento del tamaño de la población de la humanidad en su conjunto y las nuevas influencias ambientales a través de la inmigración a áreas previamente despobladas y la invención de técnicas culturales como la agricultura proporcionaron nuevos enfoques para el trabajo de selección natural. La población creció de manera constante, y con el tiempo hubo más y más entremezclados de poblaciones previamente aisladas, de modo que hoy no se pueden reconocer límites claros. En consecuencia, el término "población" en relación con los seres humanos ahora se entiende generalmente solo como una delimitación arbitraria, que se utiliza principalmente con fines de investigación. Mientras que Cavalli-Sforza solo diferencia entre sardos (y vascos), europeos, iraníes y sami en Europa, por ejemplo, Jun Z. Li limita con el Human Genome Diversity Panel (una colección de información genética de alrededor de 1.000 Individuos desde 51 Poblaciones; 2008) Adigenos, rusos, orcadianos (Orkney), franceses, vascos, italianos, sardos y toscanos.
Sin embargo, todos los estudios llegan a la conclusión de que la mayor diversidad genética existe dentro de las poblaciones del sur y este de África y la más pequeña entre los indígenas estadounidenses. Este hecho se ve como una clara evidencia de la teoría fuera de África, que postula que el Homo sapiens vino originalmente de África Oriental.

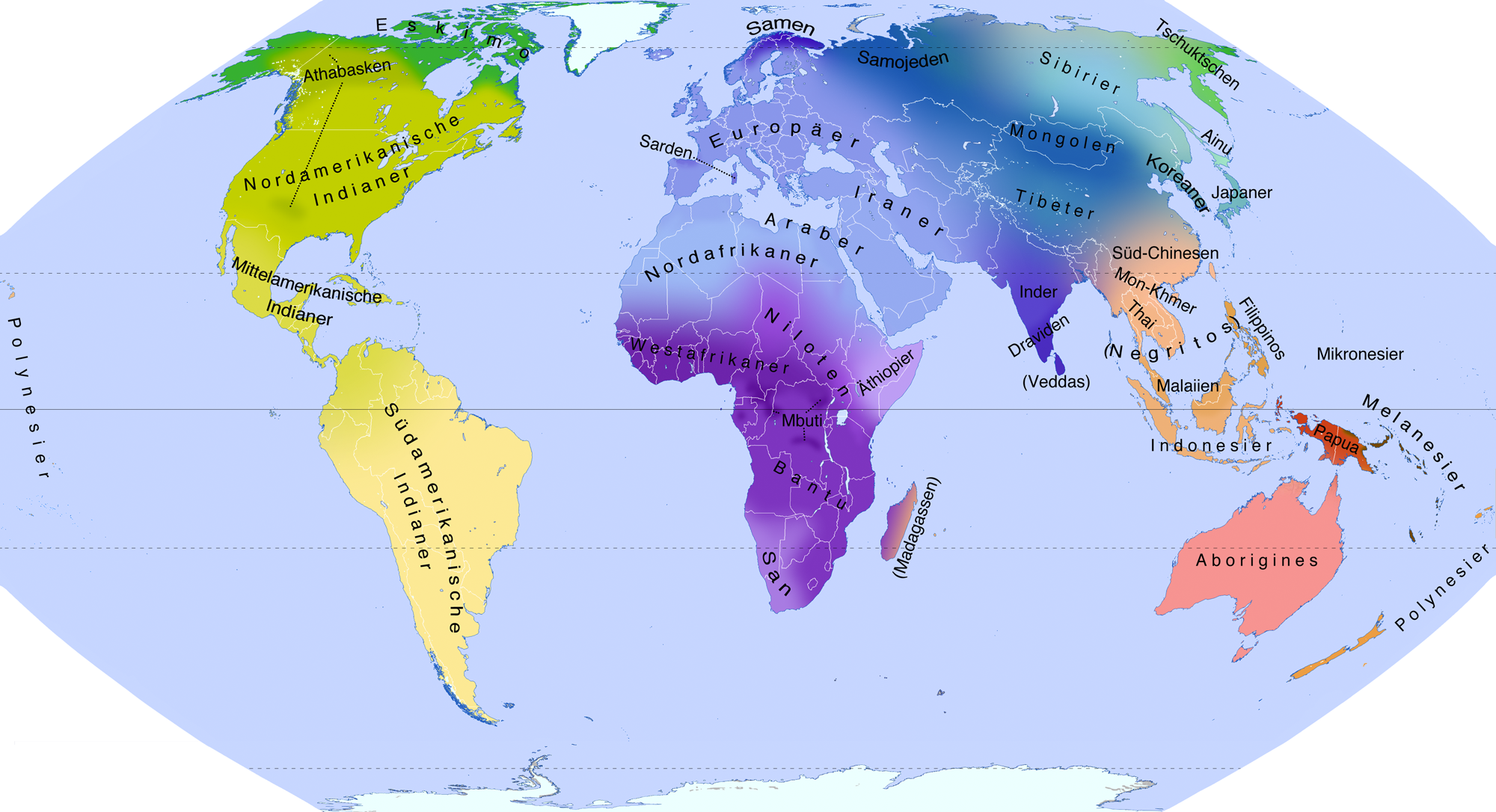
Las poblaciones investigadas por Cavalli-Sforza (las poblaciones entre paréntesis se mencionan en el libro pero no se incluyen en el árbol genealógico - presumiblemente por razones de simplificación)

### Interpretación según Cavalli-Sforza
Como resultado de una extensa investigación de Luigi Luca Cavalli-Sforza, se creó un árbol genealógico de 38 poblaciones humanas y sus respectivas relaciones genéticas o el momento en que se produjo la separación de la población original. Las suaves transiciones en el mapa mundial dejan en claro que la demarcación de poblaciones es casi siempre arbitraria. El mapa se creó coloreando las poblaciones ubicadas geográficamente con la ayuda de una escala de colores del arco iris, a la que se convirtieron los números para la diferencia genética respectiva. El propio Cavalli-Sforza también se había basado en el conocimiento lingüístico de August Schleicher y Merritt Ruhlen, por ejemplo.

### Particularidades
En muchas partes del mundo existen peculiaridades, algunas de las cuales muestran episodios de una mezcla muy fuerte de poblaciones a lo largo de los siglos. Análisis del ADN mitocondrial (heredado en la línea de herencia materna) y de los haplogrupos del cromosoma Y (heredado en la línea de herencia paterna) en los drusos israelíes, una comunidad religiosa que vive en regiones montañosas inaccesibles en el Medio Oriente y que hoy casi exclusivamente casados de forma endogámica, por un equipo de científicos israelíes y estadounidenses, basado en la alta diversidad genética con desviación simultánea de grupos vecinos, que la información transmitida en la tradición oral, los drusos originalmente provenían de la mezcla de algunos grupos que no estaban relacionados entre sí, probablemente sea correcto.

## Poblaciones eneolíticas del mundo antiguo

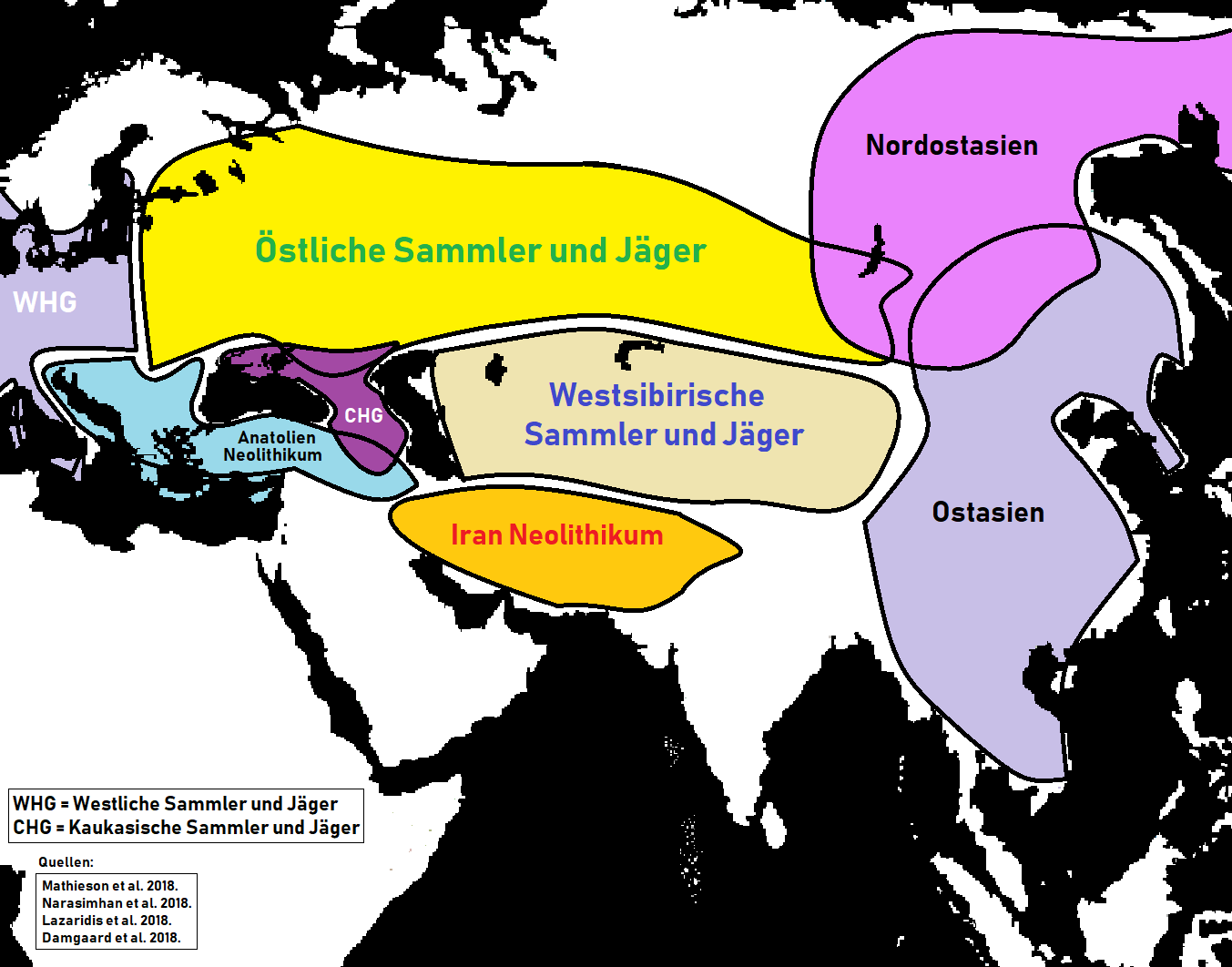
Mapa esquemático de la distribución eneolítica de grupos de recolectores y cazadores, genéticamente especificados.

La arqueogenética intenta reconstruir poblaciones humanas de la prehistoria sobre la base de residuos de ADN de hallazgos esqueléticos. Estos fueron examinados en particular para el área euroasiática. Por ejemplo, se pueden especificar las siguientes áreas para la Edad del Cobre (Eneolítico):
1. Recolectores y cazadores occidentales
2. Recolectores y cazadores caucásicos
3. Neolítico iraní
4. Este de Asia
5. Asia nororiental
6. Recolectores y cazadores de Siberia Occidental
7. Neolítico de Anatolia
8. Recolectores y cazadores orientales

## Otras lecturas
- Luigi Luca Cavalli-Sforza: genes, pueblos y lenguas. Los fundamentos biológicos de nuestra civilización. Hanser, Munich 1999, ISBN 3-446-19479-7 (reseña en Spektrum.de).
- Gary Stix: ¿Cómo se expandió la humanidad? En: Espectro de la ciencia. Septiembre de 2009, págs. 58–65 (Editor de Scientific American; PDF; 1.3 MEGABYTE; 8 páginas en Spektrum.de).